# Cannone da 47/32 Modello 1935
A Cannone da 47/32 Modello 1935 egy osztrák tüzérségi eszköz volt, melyet licenc alapján gyártottak Olaszországban a második világháború alatt. Mind gyalogsági, mind pedig páncéltörő feladatkörben is bevetették.
A kor hasonló kettős célú tüzérségi fegyvereihez képest, mint a PaK 36 és a Bofors 37 mm, hatékonynak bizonyult, különösen páncéltörő fegyverként kumultatív (olaszul: „Effetto Pronto”) lövedékekkel.

## Történet

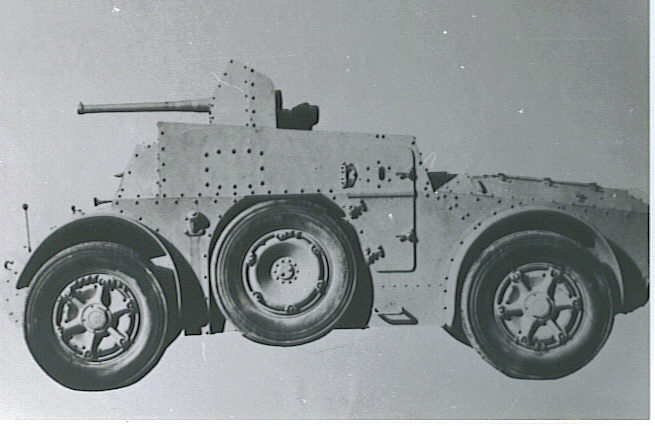
AB 41 páncélgépkocsi 47/32 löveggel.

Eredetileg az osztrák Böhler cég tervezte és gyártotta a löveget. Az 1930-as években Olaszország vásárolt néhányat a Böhlertől, majd licenc alapján elkezdte gyártását és folytatta továbbfejlesztését. A fegyvert az osztrák és holland hadseregek is rendszeresítették. A Cannone da 47/32 M35 volt a fő fegyverzete az M13/40 közepes harckocsinak, az M14/41 közepes harckocsinak, az AB 41 páncélgépkocsinak (lásd a képen), és a 47/32 önjáró lövegnek. Az M15/42 harckocsi egy némileg továbbfejlesztett változatát használta a lövegnek (a 47/40-et).
A 47/32 löveget két változatban gyártották, az elsőt fél-pneumatikus kerekekkel, a másodikat (1939-től, 47/32 mod. 39 jelölés alatt) fejlesztett lövegcsővel és felfüggesztéssel. .

### A 47/32 Mod. 39
1939-ben számos újítást hajtottak végre a lövegen. A változás érintette mind a csőszájat, mind a futóművet. A felfüggesztéseket megerősítették és a kerekeket acéltárcsásra cserélték, továbbá a gumiabroncsokat tömör gumiból gyártották. Leegyszerűsítették az ágyú szétszerelését is, hogy az elkopott csövek cseréje könnyebbé váljon. A löveg vontatásához az OCI–780 CM vontatót és az L3 kisharckocsit használták, de a löveg hajlamos volt eltörni a tengelyorsónál, így ezekkel a járművekkel történő vontatással felhagytak.

### A 47/40 Mod. 38
1942-ben annak érdekében, hogy az új közepes Fiat M15/42 tank tornyába hatékonyabb páncéltörő kerülhessen kifejlesztették a 47/32 Mod. 39 hosszabb csövű változatát. Így a 47/40 Mod. 38 torkolati sebessége 30%-kal gyorsabb lett mint elődé (630 m/s-ról 900 m/s-ra), ez fokozódott a páncéltörő képességeknél, különösen a nagy robbanóerejű páncéltörő gránátokkal. Páncélátütő képessége: 500 m-en 60mm, 1000m-en 43mm, 2000m-en 24 mm.

## Jellemzői
- Űrméret: 47 mm
- Hosszúság: 1,68 m
- Furat hossza: 1,525 m
- Huzagolás hossza: 1,33 m
- Utazósúly: 315 kg
- Súly bevetés közben: 277 kg
- Csőtorkolati sebesség:
  - Páncéltörő lövedék: 630 m/s
  - Kumultatív lövedék: 250 m/s
- Maximális lőtávolság (kumultatív lőszer esetén): 7000 m
- Lövedék súlya:
  - Páncéltörő lövedék: 1,44 kg
  - Kumultatív lövedék: 2,37 kg
- Páncélátütő képesség (páncéltörő lövedék esetén): 100 méteren 58 milliméter, 500 méteren 43 milliméter

## Fordítás
- Ez a szócikk részben vagy egészben  a   Cannone da 47/32 M35 című angol Wikipédia-szócikk ezen változatának fordításán alapul.  Az eredeti cikk szerkesztőit annak laptörténete sorolja fel. Ez a jelzés csupán a megfogalmazás eredetét és a szerzői jogokat jelzi, nem szolgál a cikkben szereplő információk forrásmegjelöléseként.